# Спљоштени сфероидни систем
Спљоштени сфероидни систем у тродимензионалном простору представља ортогонални координатни систем настао ротацијом сфероида око мале оси, на којој се не налазе фокуси.
Спљоштене сфероидне координате користе се да се реше различите парцијалне диференцијалне једначине, у којима гранични услови одговарају спљоштеном сфероиду са два фокуса на великој оси.

## Дефиниција
Најчешћа дефиниција издужених сфероидних координата {\displaystyle (\mu ,\nu ,\phi )} је:
{\displaystyle x=a\ \cosh \mu \ \cos \nu \ \cos \phi }
{\displaystyle y=a\ \cosh \mu \ \cos \nu \ \sin \phi }
{\displaystyle z=a\ \sinh \mu \ \sin \nu }
где је {\displaystyle \mu } ненегативан реални број, а {\displaystyle \nu \in [-\pi /2,\pi /2]}. 

### Координатне површи
Површи константнога {\displaystyle \mu } чине спљоштене сфероиде, што се види квадрирањем и сређивањем горенаведених релација:
{\displaystyle {\frac {x^{2}+y^{2}}{a^{2}\cosh ^{2}\mu }}+{\frac {z^{2}}{a^{2}\sinh ^{2}\mu }}=\cos ^{2}\nu +\sin ^{2}\nu =1}
Оне представљају елипсе, које се ротирају око z оси, која раздваја фокусе. Елипса у x-z равни има већу полуос дужине a cosh μ дуж x оси, а мања полуос је a sinh μ дуж z оси.
На сличан начин добија се и следећа релација:
{\displaystyle {\frac {x^{2}+y^{2}}{a^{2}\cos ^{2}\nu }}-{\frac {z^{2}}{a^{2}\sin ^{2}\nu }}=\cosh ^{2}\mu -\sinh ^{2}\mu =1}
из које се види да површи константнога {\displaystyle \nu } чине хиперболоиде.

### Ламеови коефицијенти
Ламеови коефицијенти скалирања су:
{\displaystyle h_{\mu }=h_{\nu }=a{\sqrt {\sinh ^{2}\mu +\sin ^{2}\nu }}}
{\displaystyle h_{\phi }=a\cosh \mu \ \cos \nu }
Инфинитезимални елемент запремине је:
{\displaystyle dV=a^{3}\cosh \mu \ \cos \nu \ \left(\sinh ^{2}\mu +\sin ^{2}\nu \right)d\mu d\nu d\phi }
а Лапласијан је:
{\displaystyle \nabla ^{2}\Phi ={\frac {1}{a^{2}\left(\sinh ^{2}\mu +\sin ^{2}\nu \right)}}\left[{\frac {1}{\cosh \mu }}{\frac {\partial }{\partial \mu }}\left(\cosh \mu {\frac {\partial \Phi }{\partial \mu }}\right)+{\frac {1}{\cos \nu }}{\frac {\partial }{\partial \nu }}\left(\cos \nu {\frac {\partial \Phi }{\partial \nu }}\right)\right]+{\frac {1}{a^{2}\left(\cosh ^{2}\mu +\cos ^{2}\nu \right)}}{\frac {\partial ^{2}\Phi }{\partial \phi ^{2}}}}

## Друга верзија
Спљоштени сфероидни систем може да се параметризира и са друге три координате {\displaystyle (\zeta ,\xi ,\phi )}, које су са картезијевим координатама повезане следећом релацијом:
{\displaystyle x=a{\sqrt {(1+\zeta ^{2})(1-\xi ^{2})}}\,\cos \phi \,}
{\displaystyle y=a{\sqrt {(1+\zeta ^{2})(1-\xi ^{2})}}\,\sin \phi \,}
{\displaystyle z=a\zeta \xi \,}

### Ламеови коефицијенти друге верзије
{\displaystyle h_{\zeta }=a{\sqrt {\frac {\zeta ^{2}+\xi ^{2}}{1+\zeta ^{2}}}}}
{\displaystyle h_{\xi }=a{\sqrt {\frac {\zeta ^{2}+\xi ^{2}}{1-\xi ^{2}}}}}
{\displaystyle h_{\phi }=a{\sqrt {(1+\zeta ^{2})(1-\xi ^{2})}}}
Инфинитезимални елемент запремине је:
{\displaystyle dV=a^{3}(\zeta ^{2}+\xi ^{2})\,d\zeta \,d\xi \,d\phi }
а Лапласијан је:
{\displaystyle \nabla ^{2}V={\frac {1}{a^{2}\left(\zeta ^{2}+\xi ^{2}\right)}}\left\{{\frac {\partial }{\partial \zeta }}\left[\left(1+\zeta ^{2}\right){\frac {\partial V}{\partial \zeta }}\right]+{\frac {\partial }{\partial \xi }}\left[\left(1-\xi ^{2}\right){\frac {\partial V}{\partial \xi }}\right]\right\}+{\frac {1}{a^{2}\left(1+\zeta ^{2}\right)\left(1-\xi ^{2}\right)}}{\frac {\partial ^{2}V}{\partial \phi ^{2}}}}

## Трећа верзија
Трећа верзија система има следеће три координате {\displaystyle (\sigma ,\tau ,\phi )} дефинисане са:
{\displaystyle x=a\sigma \tau \cos \phi \,}
{\displaystyle y=a\sigma \tau \sin \phi \,}
{\displaystyle z^{2}=a^{2}\left(\sigma ^{2}-1\right)\left(1-\tau ^{2}\right)}
Ламеови коефицијенти скалирања су:
{\displaystyle h_{\sigma }=a{\sqrt {\frac {\sigma ^{2}-\tau ^{2}}{\sigma ^{2}-1}}}}
{\displaystyle h_{\tau }=a{\sqrt {\frac {\sigma ^{2}-\tau ^{2}}{1-\tau ^{2}}}}}
{\displaystyle h_{\phi }=a\sigma \tau }.
Инфинитезимални елемент запремине је:
{\displaystyle dV=a^{3}\sigma \tau {\frac {\sigma ^{2}-\tau ^{2}}{\sqrt {\left(\sigma ^{2}-1\right)\left(1-\tau ^{2}\right)}}}d\sigma d\tau d\phi }
а Лапласијан је:
{\displaystyle \nabla ^{2}\Phi ={\frac {1}{a^{2}\left(\sigma ^{2}-\tau ^{2}\right)}}\left\{{\frac {\sqrt {\sigma ^{2}-1}}{\sigma }}{\frac {\partial }{\partial \sigma }}\left[\left(\sigma {\sqrt {\sigma ^{2}-1}}\right){\frac {\partial \Phi }{\partial \sigma }}\right]+{\frac {\sqrt {1-\tau ^{2}}}{\tau }}{\frac {\partial }{\partial \tau }}\left[\left(\tau {\sqrt {1-\tau ^{2}}}\right){\frac {\partial \Phi }{\partial \tau }}\right]\right\}+{\frac {1}{a^{2}\sigma ^{2}\tau ^{2}}}{\frac {\partial ^{2}\Phi }{\partial \phi ^{2}}}}